# Schawat (Kanal)
Der Kanal Schawat ist ein Bewässerungskanal, der nach der gleichnamigen Stadt Schawat in Usbekistan (Viloyat Xorazm) benannt ist. Er verläuft durch die zentralasiatischen Staaten Usbekistan und Turkmenistan. Der Kanal gehört zum Schawat-Kulawat-Kanalsystem und hat für die Wasserversorgung der Region Choresmien eine immense Bedeutung.

## Verlauf
Der Kanal bezieht sein Wasser aus dem Tuyamuyun-Reservoire, das aus mehreren Stauseen am Amudarja besteht. Von dort wird das Wasser über eine Gesamtstrecke von 160 Kilometern durch den Schawat im Süden Usbekistans und im Norden Turkmenistans verteilt. Dabei verläuft der Kanal unter anderem durch die Städte Urganch in Usbekistan und Daşoguz in Turkmenistan.

## Nutzung

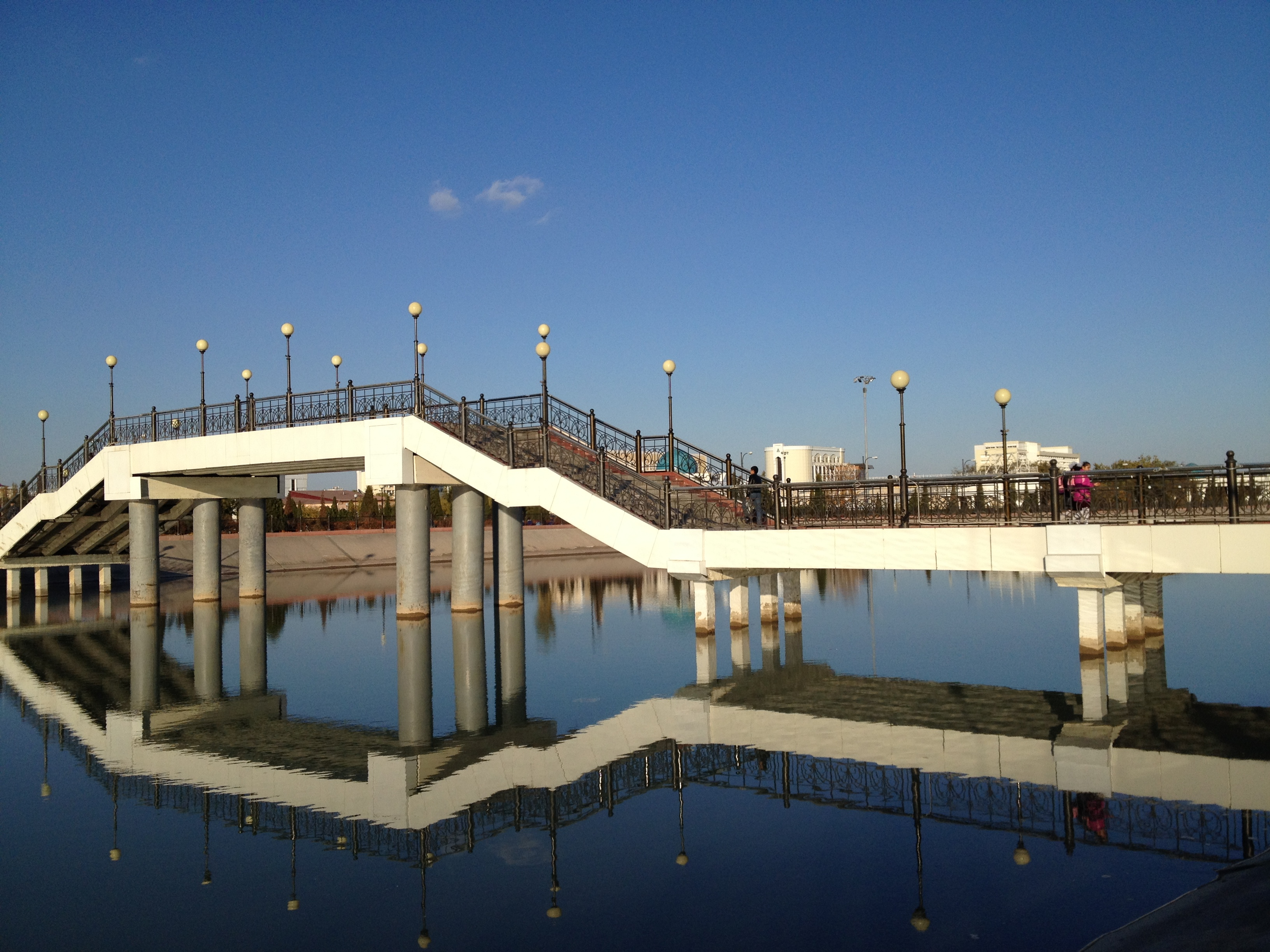
Brücke über den Schawat in Urganch

Das Wasser des Kanals ist von großer Bedeutung für die Region, die immer wieder mit Wasserknappheit zu kämpfen hat. Auch die lokale Wirtschaft, insbesondere die wasserintensive Baumwollindustrie, ist auf den Schawat angewiesen. Streitigkeiten um die Verteilung des Wassers sorgen immer wieder für Konflikte zwischen Bewohnern, Unternehmen und den Verantwortlichen des Schawat-Kulawat-Systems. Zur verbesserten Nutzung des Wassers wurde in Zusammenarbeit mit dem Zentrum für Entwicklungsforschung der Rheinischen Friedrich-Wilhelms-Universität in Bonn ein System zur Effizienzsteigerung und zur Verteilung des Wassers entwickelt, das im Oktober 2009 an den Start ging.

## Todesfälle
Auf Grund der starken Strömung in dem Kanal kommt es immer wieder zu Todesfällen, wenn Menschen in dem Kanal schwimmen. Für große Betroffenheit sorgte außerdem der Selbstmord eines jungen Paares, das am 25. April 2015 nahe Daşoguz in Turkmenistan Hand in Hand in den Kanal sprang.